# باتريك ريتشارد
باتريك ريتشارد (بالإنجليزية: Patrick Richard)‏ مواليد 25 يناير 1990 في لافاييت، هو لاعب كرة سلة أمريكي. بدأ مسيرته الاحترافية في سنة 2012. يحمل الرقم 3. يبلغ طوله 6 قدم 5 بوصة (2.0 م).

## المسيرة الاحترافية
لعب مع آيوا إنرجي في سنة 2012، ثم لعب مع ماتريكس ماجيكس في موسم 2013–2014، ثم لعب مع ريمس شمبانيا في الدوري الفرنسي في موسم 2015–2016.

## روابط خارجية
- باتريك ريتشارد على موقع الدوري الأوروبي لكرة السلة (الإنجليزية)
- باتريك ريتشارد على موقع الدوري الإسباني لكرة السلة (الإسبانية)
- باتريك ريتشارد على موقع كرة السلة الأوروبية.كوم (الإنجليزية)
- باتريك ريتشارد على موقع كلية كرة السلة في سبورتس رفرنس.كوم (الإنجليزية)
- باتريك ريتشارد على موقع ريلجم (الإنجليزية)
- باتريك ريتشارد على موقع بروبوليرز (الإنجليزية)
- باتريك ريتشارد على موقع سبورتس رفرنس (الإنجليزية)